# Joan Morros i Torné
Joan Morros i Torné (Manresa, 3 de febrer de 1954) és un activista cultural i catedràtic en animació sociocultural manresà. És membre fundador del col·lectiu Tabola i de l'associació cultural El Galliner.
Enginyer tècnic de Telecomunicacions, llicenciat en Psicologia i en Pedagogia, ha estat professor de secundària durant 37 anys. El 2015 es va jubilar com a professor i col·labora com a voluntari en diferents projectes socioeducatius.
Des de sempre s'ha dedicat a la promoció cultural de la ciutat de Manresa. Ha estat cofundador de diferents entitats culturals manresanes: L'any 1977 va col·laborar en la creació de l'entitat Rialles de Manresa, que es dedicaria a programar espectacles per a nens i nenes a la sala Loiola i més endavant també en alguns barris de Manresa. En va formar part fins al 1981.
El 1981 va engegar l'Associació cultural Tabola, juntament amb Ramon Fontdevila, entre d'altres, que durant prop de quatre anys es dedicaria a organitzar i promoure tot tipus d'activitats juvenils per a la ciutat: espectacles de teatre, circ, màgia, sessions de cinema, concerts, tallers, exposicions, xerrades, busos a Barcelona, festes, balls, cursets, sessions escolars de música, cinema i teatre.
A principis del 1986 amb alguns dels col·laboradors de Tabola, va crear l'Associació cultural Bloc, que neix com un Servei d'Informació Juvenil amb seu a l'Aula 2000 de l'Institut Politènic de Manresa (Lacetània). Des d'aquest Servei, l'entitat va començar a organitzar cicles de Concerts, el més important Musibloc, la Trobada de delegats de secundària, la Fira de l'Estudiant, exposicions, xerrades, busos a teatre i a concerts. En aquesta associació s'hi va gestar el que anys més tard seria el grup Gossos l'any 1995 va deixar l'entitat.
El 1987 va participar en la creació de la revista cultural El Pou de la Gallina.
El 1995 va crear, juntament amb set persones més, l'associació cultural El Galliner, amb tres objectius: treballar per la recuperació del teatre Kursaal (abandonat des de 1983), oferir una programació estable de teatre i dansa a Manresa i la dinamització sociocultural del Bages. La recuperació del teatre Kursaal es va aconseguir, 11 anys després, gràcies a la implicació ciutadana i a la complicitat dels responsables de l'ajuntament, per les Festes de la Llum del 2007. És el coordinador de l'entitat des de 1995.
L'any 2012 va participar en la creació del col·lectiu Una altra Educació és possible, un grup de pares i mares, mestres i educadors, que organitza periòdicament activitats per promoure el debat i la reflexió al voltant de l'educació.
L'any 2013 va rebre el 31è Premi Bages de Cultura
L'any 2019 va ser pregoner de la Festa de la Llum de Manresa.